# Génesis (telenovela)
Génesis (título original: Gênesis) es una telenovela brasileña producida y transmitida por RecordTV del 19 de enero al 22 de noviembre de 2021, en 220 capítulos. Escrito por Camilo Pellegrini, Raphaela Castro y Stephanie Ribeiro, en colaboración con André Rodrigues, Ecila Pedroso, Marcos Ferraz, Jaqueline Corrêa, Meuri Luiz y Valéria Motta, está dirigida por Carlo Milani, Carlos Magalhães y Leonardo Miranda, y la dirección general y artística de Edgard Miranda.
Flávio Galvão e Igor Rickli interpretan los papeles centrales - Dios y Lucifer - a lo largo de la historia, con diferentes elencos en cada una de las siete fases. Cuenta con la participación de Oscar Magrini, Cássia Linhares, Ângelo Paes Leme, Camila Rodrigues, Zé Carlos Machado, Adriana Garambone, Patrícia França y Petrônio Gontijo en diferentes fases.

## Sinopsis
La novela está basada en el libro de Génesis en la Biblia y cuenta la historia de la creación del mundo, el primer hombre, Adán, y la primera mujer, Eva; el gran diluvio; la Torre de Babel, el viaje de Abraham, y llega hasta el período de esclavitud del pueblo hebreo en Egipto.
Sinopsis por fases:
Jardín del Eden: el ángel Lucifer cae del cielo tras ser expulsado por sus ambiciones para igualarse a Dios. En la Tierra comenzará a acechar a la Humanidad para inculcar el mal. Dios crea todo en 7 días. Adán y Eva disfrutan del Edén pero la tentación es más fuerte y son expulsados. Fuera del Edén tienen a sus hijas e hijos y sufren de la rutina extenuante de trabajo. Adán es mandón con sus hijas: ellas se hartan y se van, a pesar del dolor de Eva. Cuando Caín mata a Abel, huye y se encuentra con el campamento de sus hermanas, acostándose con una de ellas. Así nace Henoc, del que surgirá una ciudad con el mismo nombre.
Diluvio: Noé y sus hijos son despreciados en la ciudad del pecado donde abunda la flor de la alegría, una droga. Uno de los hijos de Noé se involucra con una mujer de esa ciudad y queda secuestrado allí por varios días. Las burlas se vuelven en contra cuando la tormenta se inicia y se cumplen los anuncios de Noé.
Torre de Babel: una retorcida madre que pretende ser una Diosa por poderes que le dio Lucifer, termina acostándose con su hijo para tener descendencia de él. El lenguaje se embrolla por intentar pasar a la Historia con una edificación pretensiosa.
Ur de los Caldeos: Taré es un hombre apuesto y padre de dos hijos varones, entre ellos el patriarca Abraham. Tras mudarse a la ciudad con nuevas funciones en el palacio, comienza un romance con una ex sacerdotisa a la que salvó, además de seguir con su primer matrimonio. Todo se complica aún más cuando deja embarazada a una tercera mujer que muere dando a luz. La niña, Saray, es dada en adopción a una pareja. Cuando crecen los niños, Abraham se enamora, sin saberlo, de su propia media hermana justo antes de casarse. Abraham y su hermano se juran nunca ser como las personas de la ciudad de Ur, idolatras y corruptos. El asedio de la ciudad genera que la gente muera de hambre y se violente buscando comida: asaltan las reservas de Taré y muere su hijo preferido Harán. La viuda también parece estar a punto de perder su embarazo. Taré se replantea su vida y su interés desmedido por el dinero.
Abraham: tras el incendio de la casa de Taré y la muerte de su amada esposa, decide partir con toda su parentela hacia nuevas tierras. En el camino se topan con una aldea naciente en la que se asientan temporalmente para descansar. Mientras tanto, en Egipto, Agar la esclava se prepara como sierva de Abraham tras haber sido repudiada por la corrupción de su padre (arrojado a los cocodrilos). Abraham escucha la voz de Dios que le dice que hará de él una gran nación y que deje a su padre para ir a Canaan. Los que piensan seguir a Abraham tienen como condición dejar la idolatría. Agar en Egipto vuelve al servicio de la reina como maquilladora. Taré furioso con su hijo por no darle descendencia. Salto en el tiempo de 2 años en el cual Taré volvió a hacerse rico gracias a la cueva de lapislázuli. Abraham deja a su padre que se convirtió en gobernador de una nueva ciudad con el nombre de su hijo fallecido. Abraham quiere juntar dinero para comprar terreno en Canaán, y así termina en Egipto, donde el faraón tiene la costumbre de matar a los esposos de las mujeres que le gusta. Por este motivo dice que es hermano de Sarai, cosa que es cierta a medias pues son hijos del mismo padre. Sarai en el palacio ayuda en los partos de las dos reinas, por lo que se gana el afecto de todos. El faraón quiere hacerla su esposa pero una plaga en la piel llega en el momento justo. Sarai puede recuperar la libertad junto a su marido y salen de Egipto. Agar pierde a su amado que es asesinado y se convierte en la sierva de Sarai, partiendo con ella.
Jacob y las doce tribus: Luego de que Jacob huyera de su hermano Esaú llega al pueblo de Harán donde conoce a su prima lejana Raquel de la que se enamora al instante, él quiere casarse con ella sin embargo no posee una dote para pedir su mano por lo que el padre de esta, el sr. Labán, le ofrece que trabaje 7 años para él y así poder casarse con ella. Jacob accede a esta propuesta, y luego de 7 años por fin puede casarse con Raquel, sin embargo en su noche de bodas es engañado por sr. Labán, quien lo embriega y encierra a Raquel, colocando en su lugar a su hermana mayor Leah, Jacob estando ebrio no se da cuenta de esto y consuma el amor con Leah, destrozando a Raquel quien no pudo hacer nada por impedirlo.
Jacob muy enojado le reclama a su suegro el porque hizo esto, el sr. Labán le responde que Leah es la primogénita y deben seguirse las tradiciones, pero que puede trabajar otros 7 años si es que desea aun casarse con Raquel, lo cual Jacob accede nuevamente. Leah, como fruto de esa noche, queda embarazada del primogénito de Jacob, Rúben, ante la envidia y rencor de los ojos de su hermana Raquel ya que ella deseaba ser madre del primogénito. Jacob al principio despreciaba a Leah ya que ella era su amiga antes de que los casaran y no le contó sobre la traición, Leah siempre estuvo enamorada de Jacob y él quería a Leah mas no la amaba , a pesar de esto tenía que cumplirle como esposo y engendrar más hijos con ella, llegando así a tener 6 hijos más juntos, Simeón, Leví, Judá, Isacar, Zabulón y Dina, la única hija mujer de Jacob. Leah fue la escogida por Dios para engendrar a 6 de las tribus que conformarían su descendencia.
Por otro lado Raquel era estéril y por más que intentaba no lograba darle hijos a Jacob ante su desesperación de que su hermana podía engendrar hijos continuamente algo que ella envidiaba con todo su ser, decide darle a sus sierva Bilha a Jacob para que le dé hijos a través de ella, Jacob no estaba de acuerdo ante esta idea sin embargo antes los caprichos de Raquel aceptó. Bilha dio a luz a dos hijos más de Jacob: Dan y Neftalí. Leah asustada de poder perder a su marido decide también darle a su sierva Zilpa a Jacob, e igualmente tiene dos hijos para él.

## Fases
| Título | Título            | Capítulos | Exposición           | Exposición              |
| Título | Título            | Capítulos | Inicio               | Final                   |
| ------ | ----------------- | --------- | -------------------- | ----------------------- |
|        | Jardín del Edén   | 3         | 19 de enero de 2021  | 21 de enero de 2021     |
|        | Diluvio           | 4         | 22 de enero de 2021  | 27 de enero de 2021     |
|        | Torre de Babel    | 6         | 28 de enero de 2021  | 4 de febrero de 2021    |
|        | Ur de los Caldeos | 36        | 5 de febrero de 2021 | 26 de marzo de 2021     |
|        | Abraham e Isaac   | 85        | 29 de marzo de 2021  | 6 de julio de 2021      |
|        | Jacob             | 26        | 7 de julio de 2021   | 27 de agosto de 2021    |
|        | José de Egipto    | 60        | 30 de agosto de 2021 | 22 de noviembre de 2021 |

## Reparto

### Principales
Presentes en todas las fases
| Actor/Actriz  | Personaje      |
| ------------- | -------------- |
| Flávio Galvão | Dios           |
| Igor Rickli   | Lúcifer/Heylel |

Personajes recurrentes
| Actor/Actriz    | Personaje       |
| --------------- | --------------- |
| Dudu Azevedo    | Cristo          |
| Paulo Dalagnoli | Ángel Gabriel   |
| Fernando Billi  | Arcángel Miguel |

### Jardín del Edén
| Actor/Actriz        | Personaje |
| ------------------- | --------- |
| Carlo Porto         | Adán      |
| Juliana Boller      | Eva       |
| Eduardo Speroni     | Caín      |
| Caio Manhente       | Abel      |
| Carolina Oliveira   | Kira      |
| Anna Rita Cerqueira | Tila      |
| Ana Terra Blanco    | Renah     |
| Ranna Bittencourt   | Aba       |
| Fernanda Junqueira  | Naira     |
| Manu Papera         | Mairi     |
| Joana Leite         | Zohar     |
| Júlia Braz          | Uma       |

### Diluvio
| Actor/Actriz            | Personaje  |
| ----------------------- | ---------- |
| Bruno Guedes (Joven)    | Noé        |
| Oscar Magrini           | Noé        |
| Rafaela Sampaio (Joven) | Naamá      |
| Cássia Linhares         | Naamá      |
| Leonardo Medeiros       | Zeno       |
| Iran Malfitano          | Tumbalcaim |
| Clemente Viscaíno       | Matusalén  |
| Jayme Periard           | Lamec      |
| Vinícius Redd           | Cam        |
| Gil Coelho              | Jafet      |
| Augusto Caliman         | Sem        |
| Marjorie Gerardi        | Heidi      |
| Clara Niin              | Tali       |
| Nicole Rosemberg        | Dana       |
| Alessandra Verney       | Ada        |
| Carolina Chalita        | Zilá       |
| Sérgio Abreu            | Jubal      |
| Fernando Roncato        | Jabal      |
| Stephanie Serrat        | Laíza      |

### Torre de Babel
| Actor/Actriz       | Personaje |
| ------------------ | --------- |
| Pablo Morais       | Nimrod    |
| Pâmela Tomé        | Liba      |
| Francisca Queiroz  | Semíramis |
| Giuseppe Oristanio | Gomer     |
| Eline Porto        | Haret     |
| Marcelo Galdino    | Cuz       |
| Adriana Rabelo     | Ulia      |
| Daniel Dalcin      | Asquenaz  |
| Caio Menck         | Togarma   |
| Hugo Carvalho      | Pelegue   |
| Gisela Reimann     | Jália     |
| Duda Balestero     | Cilá      |
| Vicky Valentim     | Siméia    |
| Marcelo Gonçalves  | Elisá     |
| Mariana Gallindo   | Zade      |
| Ed Canedo          | Sidón     |
| Saulo Rodrigues    | Tarsis    |
| Mario Hermeto      | Mizraim   |

### Ur de los caldeos
| Actor/Actriz                  | Personaje                |
| ----------------------------- | ------------------------ |
| Ângelo Paes Leme              | Taré                     |
| Branca Messina                | Amat                     |
| Camila Rodrigues              | Nadi                     |
| Julianne Trevisol             | Nidana                   |
| Rafael Sun (Niño)             | Abram                    |
| Vitor Novello                 | Abram                    |
| Laryssa Ayres                 | Saraí                    |
| Felipe Roque                  | Ibbi-Sin, Rey de Ur      |
| Maria Joana                   | Enlila, Reina de Ur      |
| João Guilherme Fonseca (Niño) | Harán                    |
| Ricky Tavares                 | Harán                    |
| Bia Brumatti (Niña)           | Reduana                  |
| Tammy Di Calafiori            | Reduana                  |
| Flávia Monteiro               | Aya                      |
| Paulo Goulart Filho           | Sharur                   |
| Daniel Blanco                 | Nacor                    |
| Vitor Valle (Niño)            | Dnin-Sim, Príncipe de Ur |
| Rafael Gevú                   | Dnin-Sim, Príncipe de Ur |
| Letícia Meneses (Niña)        | Shakia                   |
| Jessika Alves                 | Shakia                   |
| Gustavo Falcão                | Lamassi                  |
| Thais Belchior                | Iafa                     |
| Laura Kuczynski               | Danina                   |
| Norival Rizzo                 | Kissare                  |
| Jairo Mattos                  | Morabi                   |
| Júlio Levy                    | Oguedi                   |
| Ed Oliveira                   | Sumu-Abum                |
| Roney Villela                 | Marhashi                 |
| Raymundo de Souza             | Nordick                  |
| Suzana Abranches              | Hechicera                |
| Luiz Nicolau                  | Abisali                  |
| Samir Murad                   | Enkiru                   |
| Fernanda Nizzato              | Chetiza                  |
| Alexandre Damascena           | Hamu                     |
| Guga Coelho                   | Quisi                    |
| Edson Fieschi                 | Zolari                   |
| Vinícius Moreno               | Simei                    |
| José Henrique Ligabue         | Harshi                   |
| Fifo Benicasa                 | Hassabia                 |
| Cássia Sanches                | Adalia                   |
| Bruno Bellarmino              | Ekur                     |
| Carlos Fonte Boa              | Dov                      |
| Wagner Brandi                 | Sagai                    |
| Giovana Echeverria            | Kíria, Reina de Ur       |
| Talita Tilieri                | Kala                     |
| Ana Elisa Mattos              | Lilit                    |
| Vinícius Ferreira             | Hod                      |
| Thales Coutinho               | Jeribali                 |
| Pâmela Côto                   | Nuriah                   |
| Rodrigo Candelot              | Ibate                    |
| Remo Rocha                    | Amassai                  |
| Priscila Ubba                 | Guemecha                 |
| Marcelo Argenta               | Gurik                    |
| Bruno Seixas                  | Baalias                  |
| Paulo Coronato                | Kalil                    |
| Apollo Costa                  | Nigir                    |
| Carlos Rosário                | Jamal                    |
| Patrícia Elizardo             | Murânia                  |
| Fábio Scalon                  | Lugali                   |
| Nara Marques                  | Bila                     |
| Jéssica Arruda                | Rayna                    |
| Flávio Birman                 | Rush                     |
| Artur Policarpo               | Pifa                     |
| Fred Garcia                   | Gaali                    |
| Henrique Paes                 | Asdrúbal                 |
| Rafael Pereira                | Loma                     |
| Kaike Hissa                   | Nissim                   |
| Flávio Bisneto                | Enéas                    |
| Heitor Gusmão                 | Kadhafi                  |
| Dudu Jacintho                 | Eridu                    |
| Raphael Monteiro              | Kish                     |
| Thaís Oliveira                | Oppal                    |
| Amanda Stoffer                | Ridula                   |
| Vicky Vieira                  | Gaia                     |
| Laura Pessoa                  | Yashica                  |
| Maria Wernay                  | Tatit                    |
| Gigi Mendonça                 | Duob                     |
| Pedro Burgarelli              | Lot                      |
| Sofia Budke                   | Milca                    |
| Helena Quintella              | Iscá                     |

### AbrahameIsaac
| Actor/Actriz          | Personagem                              |
| --------------------- | --------------------------------------- |
| Zé Carlos Machado     | Abram/Abraham                           |
| Adriana Garambone     | Sarai/Sara                              |
| Hylka Maria           | Agar, sierva de Saraí y madre de Ismael |
| Emílio Orciollo Netto | Lot                                     |
| Elisa Pinheiro        | Ayla, esposa de Lot                     |
| Carla Marins          | Adalia                                  |
| Marcos Winter         | Masá                                    |
| Guilherme Dellorto    | Isaac, hijo de Abraham y Sara           |
| Iano Salomão          | Ismael, hijo de Abram y Agar            |
| Bárbara França        | Rebeca                                  |
| Marcela Barrozo       | Uriala                                  |
| Beth Goulart          | Jaluzi, Reina de Sodoma                 |
| Charles Paraventi     | Bera, Rey de Sodoma                     |
| André Ramiro          | Amenemhat III, Faraón de Egipto         |
| Pérola Faria          | Khen, Reina de Egipto                   |
| Bianka Fernandes      | Aat, Reina de Egipto                    |
| Jorge Pontual         | Nacor, hermano de Abraham               |
| Esther Góes           | Nadi, madre de Nacor                    |
| Júlio Braga           | Taré, padre de Abraham, Sara y Nacor    |
| Regina Sampaio        | Amat, madre de Abraham                  |
| Paulo Figueiredo      | Melquisedec,Rey de Salém                |
| Roberto Bonfim        | Betuel                                  |
| Alexandre Slaviero    | Simei                                   |
| Ana Paula Tabalipa    | Ziva                                    |
| Mônica Carvalho       | Elisa                                   |
| Fábio Villa Verde     | Gael                                    |
| Felipe Cardoso        | Efrom                                   |
| Michelle Batista      | Adinah                                  |
| Fernando Val          | Tauro                                   |
| Leonardo Franco       | Abimelec Rey de Gerar                   |
| Virginia Cavendish    | Najla, Reina de Gerar                   |
| Marcello Airoldi      | Omar, Príncipe de Gerar                 |
| Eduardo Lago          | Mamré                                   |
| Marcela Muniz         | Maresca                                 |
| Jandir Ferrari        | Azel                                    |
| Polliana Aleixo       | Paltith, hija de Lot                    |
| Débora Ozório         | Tamires, hija de Lot                    |
| Eucir de Souza        | Eliezer                                 |
| Tatyane Goulart       | Milca                                   |
| Simone Soares         | Leora                                   |
| Ricardo Martins       | Sitri                                   |
| Robertha Portella     | Cloé                                    |
| Tadeu Aguiar          | Chaim                                   |
| Natthalia Gonçalves   | Chaya                                   |
| Gustavo Machado       | Gat                                     |
| Bruno Ahmed           | Caleb                                   |
| Clara Martins         | Izebel                                  |
| Alice Borges          | Débora (Fofita)                         |
| Joelson Medeiros      | Ficol                                   |
| Dedina Bernardelli    | Reduana                                 |
| Kika Kalache          | Débora                                  |
| Rodrigo Phavanello    | Yafeu                                   |
| André Luiz Miranda    | Gyasi                                   |
| Gabi Lopes            | Femi                                    |
| Renata Zhaneta        | Haviva                                  |
| Tião D'Ávila          | Lamassi                                 |
| Thiago Amaral         | Jasper                                  |
| Caetano O'Maihlan     | Bachir                                  |
| Luiz Eduardo Toledo   | Akia                                    |
| Paulo Lessa           | Bakari                                  |
| Sula Miranda          | Quirá                                   |
| Izabella Bicalho      | Helda                                   |
| Ricardo Blat          | Lotam                                   |
| Sura Berditchevsky    | Fairuza                                 |
| Anna Cotrim           | Mila                                    |
| Juhlia Ficer          | Salma                                   |
| Isabel Wilker         | Iris                                    |
| Saulo Segreto         | Ausate                                  |
| Guilherme Lopes       | Gerson                                  |
| Antônio Gonzáles      | Alom                                    |
| Cristina Amadeo       | Mical                                   |
| Yris Sampaio          | Hannah                                  |
| Isabel Guéron         | Fátima                                  |
| Nando Rodrigues       | Radamés                                 |
| Aline Fanju           | Jamile                                  |
| Marcéu Pierroti       | Escol                                   |
| Zeca Richa            | Aner                                    |
| Yashar Azambuja       | Zion                                    |
| Rafael Coimbra        | Tito                                    |
| Díyo Coêlho           | Sargón                                  |
| Prisma Da Mata        | Iscá                                    |
| Samuel Vallim         | Zinrã                                   |
| Ilídio Gomes          | Elmo                                    |
| Rose Abdallah         | Zenat                                   |
| Ricardo Gaeta         | Farpar                                  |
| Karen Júlia           | Issa                                    |
| Igor Monteiro         | Pasaque                                 |
| Gustavo Novaes        | Kedorlaomer, Rey de Elam                |
| Miguel Nader          | Birsa, Rey de Gomorra                   |
| Gedivan Albuquerque   | Semeber, Rey de Zeboim                  |
| Rafael Mozzato        | Belá, Rey de Zohar                      |
| Marcelo Cavalcanti    | Sibna, Rey de Adma                      |
| Gleison Lavratti      | Anrafel, Rey de Sinar                   |
| Lucas Wilman          | Arioch, Rey de Elasar                   |
| Ramon Bellan          | Tidal, Rey de Goim                      |
| Marcelo Menezes       | Payam                                   |
| Sidney Guedes         | Kanop                                   |
| André Dread           | Okpara                                  |
| Alex Brasil           | Abubakar                                |
| Bernardo Alves        | Uz                                      |
| Guel Villela          | Quemuel                                 |
| João Pydd             | Buz                                     |
| Matheus Dantas        | Hazo                                    |
| Daniel Nini           | Quésede                                 |
| Haroun Abud           | Pildas                                  |
| Nicolas Mattos        | Jidlafe                                 |
| Sabrina Paiva         | Suya                                    |
| Bruno Fraga           | Beeri                                   |
| Lucas Zaffari         | Elom                                    |
| Kauê Telloli          | Mateo                                   |
| Izabela Prado         | Nubia                                   |
| Adriana Prado         | Cetura                                  |
| Fabio Oliveira        | Rafiq                                   |

Participaciones especiales
| Actor/Actriz        | Personaje                             |
| ------------------- | ------------------------------------- |
| Kayky Brito         | Omar, Príncipe de Gerar (joven)       |
| Guilherme Boury     | Gael (joven)                          |
| Thais Müller        | Maresca (joven)                       |
| Marcelo Arnal       | Alom (joven)                          |
| Ronny Kriwat        | Eliezer (joven)                       |
| Cássio Ramos        | Betuel (joven)                        |
| João Villa          | Azel (joven)                          |
| Ingrid Conte        | Elisa (joven)                         |
| Miguel Venerable    | Gael (Niño)                           |
| Amanda Grimaldi     | Mila (joven)                          |
| Felipe de Souza     | Chaim (Niño)                          |
| Rafael Queiroz      | Chaim (joven)                         |
| Nathália Gonçalves  | Chaya (Niña)                          |
| Amanda Richter      | Chaya (joven)                         |
| Mário Bregieira     | Gat (joven)                           |
| Dani Gutto          | Isaac (Niño)                          |
| Henrique Camargo    | Ismael (adolescente)                  |
| Sophia Madeira      | Paltith (Niña)                        |
| Giovana Lodes       | Tamires (Niña)                        |
| Clara Galinari      | Leora (Niña)                          |
| Letícia Tomazella   | Leora (joven)                         |
| Danilo Sacramento   | Mamré (joven)                         |
| Mika Guluzian       | Fátima (joven)                        |
| Jessica Juttel      | Mical (joven)                         |
| Clara Martins       | Izebel (Niña)                         |
| Vitor Figueiredo    | Omar, Príncipe de Gerar (adolescente) |
| Laura Svacina       | Debora (Niña)                         |
| Isadora Cecatto     | Debora (joven)                        |
| Dudda Artese        | Haviva (Niña)                         |
| Juliana Schalch     | Haviva (joven)                        |
| Gianlucca Mauad     | Gerson (Niña)                         |
| William Melo        | Gerson (joven)                        |
| Gustavo Corasini    | Zion (Niño)                           |
| Daniel Villas       | Zion (joven)                          |
| Brenno Leone        | Labán (joven)                         |
| Léo Belmonte        | Éder (joven)                          |
| Cacau Melo          | Yarin (joven)                         |
| Kíria Malheiros     | Zilpa (Niña)                          |
| Isa Venturoso       | Judit (Niña)                          |
| Enzo Barone         | Jacob (Niño)                          |
| Bruna Perdigão      | Lea (Niña)                            |
| Giovanna Dahlheim   | Raquel (Niña)                         |
| Breno Morais        | Esaú (Niño)                           |
| Allexandre Colman   | Uriel (Niño)                          |
| Luiza Antunes       | Ávila (Niña)                          |
| Duda Miliante       | Basemate (Niña)                       |
| Luidi Porto         | Amir (joven)                          |
| João Kalume Barreto | Ian (Niño)                            |

### Jacob
| Actor/Actriz                                  | Personaje       |
| --------------------------------------------- | --------------- |
| Miguel Coelho                                 | Jacob/Israel    |
| Michelle Batista                              | Lea             |
| Thaís Melchior                                | Raquel          |
| Mirella Sabarense (niña) Allana Lopes (Joven) | Bilha           |
| Cirillo Luna                                  | Esaú            |
| Lidi Lisboa                                   | Mahalat         |
| Heitor Martinez                               | Labán           |
| Maurício Mattar                               | Jasper          |
| Andréa Avancini                               | Yarin           |
| Henri Pagnoncelli                             | Isaac           |
| Martha Mellinger                              | Rebeca          |
| Dani Moreno                                   | Aolibama        |
| Ademir Emboava                                | Beeri           |
| Juliana Lohmann                               | Judit           |
| Alex Gruli                                    | Elom            |
| Paula Jubé                                    | Basemat         |
| Bárbara Bruno                                 | Débora (Fofita) |
| Anselmo Vasconcelos                           | Ismael          |
| César Cardadeiro                              | Éder            |
| Antônio Carlos                                | Reuel           |
| Suzana Alves                                  | Salma           |
| Lina Mello                                    | Zilpa           |
| Rafael Sieg                                   | Hibias          |
| Augusto Zacchi                                | Akia            |
| Marcel Octávio                                | Ian             |
| Paulo Gabriel                                 | Amir (adulto)   |
| Edu Porto                                     | Beno            |
| Alexandre Lino                                | Ashur           |
| Júlia Guerra                                  | Ávila           |
| Bernardo Dugin                                | Nanum           |
| Bruno Suzano                                  | Uriel           |
| Roza Haydêer                                  | Nádia           |
| Eduardo Parlagreco                            | Zaíte           |
| Daniel de Carvalho                            | Hibias          |
| Bernardo Beckham (Niño)                       | Rubén           |
| Theo Salomão (Joven)                          | Rubén           |
| Pedro Lopez (Niño)                            | Simeón          |
| Daniel Brasil (Joven)                         | Simeón          |
| David Souza (Joven)                           | Leví            |
| Vinicius Pieri (Joven)                        | Judá            |
| Saull Nawarro (Joven)                         | Dan             |
| Davi Rocha (Niño)                             | Neftalí         |
| Guilherme Lima (Niño)                         | Gad             |
| Jonathan De Franca (Niño)                     | Aser            |
| Bernardo Costa (Niño)                         | Isacar          |
| Caio Schimith (Niño)                          | Zabulón         |
| Ana Clã (Niña)                                | Dina            |

### José de Egipto
| Actor/Actriz                        | Personaje                     |
| ----------------------------------- | ----------------------------- |
| João Guilherme Chaseliov (Niño)     | José                          |
| Juliano Laham                       | José                          |
| Letícia Almeida                     | Asenat                        |
| Allana Lopes,Mirela Sabarense(niña) | Bila                          |
| Petrônio Gontijo                    | Israel                        |
| Ingra Lyberato                      | Lea                           |
| Giselle Tigre                       | Raquel                        |
| Karina Barum                        | Zilpa                         |
| Robson Santos                       | Shamash                       |
| Maria Clara Valério (Niña)          | Tamar                         |
| Juliana Xavier                      | Tamar                         |
| Isabel Fillardis                    | Amanishakheto (Amanisha)      |
| Val Perré                           | Potifar                       |
| Marcelo Filho                       | Siquem                        |
| Giovanna Coimbra                    | Dina                          |
| Felipe Cunha                        | Rubén                         |
| Igor Cotrim                         | Simeón                        |
| Gustavo Rodrigues                   | Leví                          |
| Thiago Rodrigues                    | Judá                          |
| Augusto Garcia                      | Dan                           |
| Ricardo Vianna                      | Neftalí                       |
| Bruno Daltro                        | Gad                           |
| Pedro Lamin                         | Aser                          |
| Patrick Sampaio                     | Isacar                        |
| Maurício Pitanga                    | Zabulón                       |
| Marcus Bessa                        | Benjamín                      |
| Dandara Albuquerque                 | Neferíades                    |
| Sacha Bali                          | Atarum                        |
| Marianna Alexandre                  | Amarilis, Princesa de Egipto  |
| Rhaisa Batista                      | Muriel                        |
| Flávio Pardal                       | Hamor                         |
| Luana Camaleão                      | Kéfera                        |
| Milton Walley                       | Sua                           |
| Tiago Marques                       | Er                            |
| Caio Vegatti                        | Onán                          |
| Guilherme Seta                      | Selá                          |
| Victor Sparapane                    | Namael                        |
| Sandro Pedroso                      | Hira                          |
| Paulo Verlings                      | Shareder                      |
| Camilo Bevilacqua                   | Shetep                        |
| Nando Cunha                         | Potífera                      |
| Kacau Gomes                         | Selemina                      |
| Marcelle Bessa Bens                 | Meritre                       |
| Ricardo Lyra                        | Adurrá                        |
| Yana Sardenberg                     | Herit                         |
| Fernando Pavão                      | Sheshi, Faraón de Egipto      |
| Samia Abreu                         | Merianat, Reina de Egipto     |
| Kizi Vaz                            | Kamesha, Reina de Egipto      |
| Diogo Sales                         | Kaires                        |
| Ricardo Dantas                      | Issad                         |
| Amaurih Oliveira                    | Teruel                        |
| Juliana Magalhães                   | Adja                          |
| Renato Rabelo                       | Menkhe                        |
| Dudu de Oliveira                    | Abumani                       |
| Fábio Nazario                       | Zelai                         |
| Cee Jay                             | Mahamid                       |
| Gabi Cardoso                        | Quenina                       |
| Giovanna Gold                       | Samila                        |
| Marcos Phellipe                     | Senakehum, Principe de Egipto |
| Jorge Lucas                         | Apepi,Ex-Faraón de Egipto     |

## Producción
Para su realización se contó con un elenco de más de 250 actores, 8.500 extras, 1040 dobles de acción y más de 300 personas en la producción. La ficción cuenta además con efectos especiales de primer nivel, tratamiento cinematográfico, un total de 11.000 metros cuadrados de sets de grabación construidos en Brasil y rodajes que incluyen el monte Atlas y el desierto del Sahara en Marruecos.

## Emisión internacional

### Argentina
En julio de 2022, Telefe comenzó a publicitar la llegada de la producción brasileña el 22 de agosto y el lunes 26 de septiembre, sale al aire el primer capítulo, junto a sus repetidoras en el interior del país. Su horario fue de lunes a viernes a las 21:45 y levantó los capítulos hasta el 26 de diciembre de 2022, porque fue debido a los demás programas de Gran Hermano y las series turcas dejando a Nuestro amor eterno y Amor de familia.

### ChileChile
TVN, canal que ya había exhibido con éxito producciones como José de Egipto y Moisés y los diez mandamientos, anunció en agosto de 2021 la pronta emisión de la nueva producción de Record. A mediados de septiembre se anuncia el horario oficial de estreno.
A través de sus redes sociales, el canal entrevistó a los actores Ângelo Paes Leme (Taré), Branca Messina (Amat) y Camila Rodrigues (Nadi).
Se estrenó el 27 de septiembre de 2021. Entre las 20:13 y las 21:00 horas, “Génesis” promedió 7.1 puntos, ubicándose en el cuarto lugar de sintonía. En el mismo horario, Mega consiguió 17 unidades; mientras que Chilevisión logró 9.3 puntos y Canal 13, 7.2 puntos. En su repetición, entre las 0:08 y las 01:14 horas, la teleserie bíblica logró 5.7 puntos; mientras que, en el mismo horario, el resto de los canales consiguieron las siguientes cifras: Mega, 7.1; Chilevisión, 7.3; y Canal 13, 3.6 unidades.
Por otro lado, en redes sociales la teleserie logró convertirse en tendencia en Twitter con más de 2 mil menciones utilizaron el hashtag #GénesisEnTVN. Sin embargo, varios televidentes se quejaron por los cortes realizados por TVN, entre los que destaca la escena donde Lucifer tienta a Eva a comer la manzana prohibida.
Desde el 15 de diciembre, Génesis sale de pantalla repentinamente debido al estreno de la teleserie turca Kardeslerim, el cual modificó la parrilla programática del canal. Durante la tarde del viernes 17 de diciembre, TVN comunica que Génesis regresa a las pantallas a contar del lunes 20 de diciembre, pero en un nuevo horario (15:00 hrs). Este anuncio generó nuevas críticas en contra de la estación televisiva en redes sociales.

### Estados Unidos
Univision anunció en mayo de 2021 que Génesis será parte de su programación para la temporada 2021-2022.